# Mathias Krigbaum
Mathias Wichmann Krigbaum (* 3. Februar 1995 in Kopenhagen) ist ein ehemaliger dänischer Radrennfahrer, der auf Bahn und Straße aktiv war.

## Sportliche Laufbahn
2010 wurde Mathias Krigbaum dänischer Vizemeister der Junioren in der Mannschaftsverfolgung, und in der Einerverfolgung wurde er Dritter. Im Jahr darauf belegte er im Zweier-Mannschaftsfahren gemeinsam mit Rasmus Lund Hestbek Rang drei der nationalen Meisterschaft.
2012 wurde Krigbaum dreifacher dänischer Juniorenmeister in der Mannschaftsverfolgung, gemeinsam mit Jonas Poulsen, Patrick Olesen und Nicklas Bøje-Pedersen, im Punktefahren sowie im Omnium. Im selben Jahr wurde er zweifacher Junioren-Europameister: in der Mannschaftsverfolgung auf Bahn, mit Mathias Møller Nielsen, Elias Helleskov Busk und Jonas Poulsen, sowie im niederländischen Goes im Einzelzeitfahren auf der Straße. Zudem wurde er mit Poulsen Vize-Europameister im Zweier-Mannschaftsfahren.
Bei den Straßen-Weltmeisterschaften der Junioren in Valkenburg belegte er Platz fünf im Einzelzeitfahren. Zudem wurde er Zweiter der Niedersachsen-Rundfahrt der Junioren, nachdem er eine Etappe des Rennens gewonnen hatte. Im November wurde er für den Lauf des Bahnrad-Weltcups der Elite in Glasgow nominiert, wo er den zwölften Platz im Omnium belegte.
2013 entschied Mathias Krigbaum den Sint-Martinusprijs Kontich in Belgien für sich. Bei den Junioren-Europameisterschaften auf der Straße wurde er Neunter im Einzelzeitfahren. Im August wurde er gemeinsam mit Jonas Poulsen Junioren-Weltmeister im Zweier-Mannschaftsfahren. Bei den UCI-Straßen-Weltmeisterschaften 2013 belegte er im Einzelzeitfahren der Junioren Rang zwei.
2017 wurde Krigbaum gemeinsam mit Julius Johansen dänischer Meister im Zweier-Mannschaftsfahren. Ende 2019 beendete er seine Radsportlaufbahn.

## Erfolge

### Straße
2012
- Europameister – Einzelzeitfahren (Junioren)

2013
- Weltmeisterschaft – Einzelzeitfahren (Junioren)

### Bahn
2012
- Junioren-Europameister – Mannschaftsverfolgung mit Elias Busk, Mathias Møller Nielsen und Jonas Poulsen
- Junioren-Europameisterschaft – Madison mit Jonas Poulsen
- Dänischer Meister – Omnium
- Dänischer Junioren-Meister – Omnium, Punktefahren, Mannschaftsverfolgung (Junioren) mit Nicklas Bøje, Patrick Olesen und Jonas Poulsen

2013
- Weltmeister – Madison (Junioren) mit Jonas Poulsen

2017
- Dänischer Meister – Zweier-Mannschaftsfahren (mit Julius Johansen)

## Teams
- 2014 Riwal Platform Cycling Team
- 2015 Lotto-Soudal U23
- 2016 Christina Jewelry Pro Cycling
- 2017 ColoQuick-Cult
- 2018 Team Virtu Cycling
- 2019 Team ColoQuick